# 李傕
李 傕（り かく、? - 198年）は、中国後漢末期の武将・政治家。後漢の大司馬。字は稚然。子は李式、甥は李利・李暹・胡封（姉妹の子）。従弟は李応・李桓ら。 
董卓配下の武将として活躍し、董卓の死後は長安を強襲して呂布を破り、王允・黄琬らを粛清し、献帝を擁立して権力を握るも、幼馴染である同僚の郭汜と争い、最期は曹操によって滅された。

## 略歴

### 董卓政権下
李傕の名が史書に出てくるのは初平2年（191年）で、孫堅に講和を求める使者となっている。この交渉は決裂し、講和は拒絶された。
後に孫堅が洛陽に入ると、董卓の娘婿である牛輔に従い陝県に残った。また先に董卓によって洛陽方面に派遣され、袁術に寝返っていた朱儁が荊州から洛陽に進撃してきたため、郭汜と共に騎兵を率いて迎撃、朱儁軍を撃破した。李傕らはさらに進撃して、陳留郡や潁川郡の諸県で男を殺し、女を誘拐したため、彼らの通過するところでは命を永らえた者は居なかったという。
弘農王劉弁の后である唐姫は、劉弁が李儒に殺害された後、郷里である潁川に帰っていた。彼女は潁川に攻めてきた李傕に拘束され、妻になる事を強要された。しかし唐姫は固く拒絶した。
また、同郡の荀彧は李傕が襲撃してくる事を恐れ、速やかに避難するよう長老たちに促した。しかし長老たちが応じなかったため、荀彧は仕方無く自分の一族だけを連れて冀州に避難した。果たして潁川は李傕の襲撃に遭い、郷里に留まった者のほとんどが殺された。

### 王允の叛乱
初平3年（192年）4月、董卓が呂布・王允等に暗殺されると、王允は董卓配下の軍の多くが涼州出身者であったため、軍の放逐を計画し、まず陝県の牛輔を李粛に攻撃させた。当然、李傕もその例外では無かった。結果、牛輔の反撃により李粛を撃破するも、牛輔自身が部下の攴胡赤児の裏切りに遭い、殺されてしまう。李傕は王允に赦免を請願したが拒否された上、長安では涼州人を皆殺しにするという噂が流れていたため、李傕らは身動きが取れずにいた。しかし賈詡の進言を受けて、郭汜らと共に10万人の兵をまとめ、長安への奇襲を決意した。同時に、指揮下の并州出身者を皆殺しにしている（王允と呂布が并州出身であったため）。
李傕の襲来を察知した王允は、他の董卓の旧将胡軫・徐栄・楊定らに李傕を迎撃するよう命じた。しかし結果は惨敗であった。徐栄は李傕に討たれ、胡軫・楊定は王允の傲慢な態度に加え、出陣前に嫌味を言われた事に怒り、新豊まで進軍したところで李傕に寝返った。
同6月、長安城は李傕に包囲されてから8日で陥落した。李傕は王允を八つ裂きにし、呂布一党を長安から叩き出した。
同9月、車騎将軍・開府・領司隷校尉・仮節・池陽侯となる。

### 李傕政権
興平元年（194年）、征西将軍の馬騰が李傕と関係を持とうとしたが、李傕がそれを拒否したために関係が悪化する。馬騰は双方の仲裁に入った韓遂と共謀し、長安に攻め上ったが、李傕はこれを撃退した。また、馬騰に呼応して益州から攻め上ってきた劉焉軍も撃退し、李傕の暗殺を目論んだ劉焉の長男劉範を逃亡中に殺害、共謀した次男劉誕も処刑した（四男劉璋は前年に献帝の命で、父の劉焉を説得するために益州に向かい、そのまま抑留されたので無事だった）。
李傕は馬騰らと争っている間に、東方で勢力を拡大しつつあった曹操・袁紹に危機感を抱き、彼らと対立関係にあった袁術・公孫瓚・陶謙等に献帝の名の元に爵位を与え、連携を図った上で包囲網を築こうとした。
李傕・郭汜は城内を分割して統治していたが、その統治能力は皆無といってよく、盗賊を取り締まるどころか、部下の好き勝手にさせて百姓に乱暴させた。そのため食糧の値段は高騰し、親が子を食い、子が親を食い、白骨や腐乱死体が街中に散乱して、道路に異臭が充満し、三輔の人口は激減した。また李傕は軍内でも同僚であった樊稠を、馬騰らとの戦闘中に捕らえた韓遂を見逃したとして殺害したため、弱体化した。

### 李郭交兵
民が苦しむ一方で、李傕と郭汜は互いに酒宴を開き、豪奢な生活を送っていた。
しかしある日、郭汜が頻繁に李傕の家に外泊していた事から、郭汜の妻が、夫が李傕に婢妾を与えられているのではないかとの猜疑心に駆られ、2人の仲を裂こうとした。郭汜は妻に謀られ疑心暗鬼に陥り、以後李傕と争うようになる。
李傕は献帝を奪取し、郭汜と一進一退の攻防を続けた。そのため、引き続き街には死体や飢民が溢れた。

### 凋落
その後、同僚の張済が2人を和解に導き、献帝を東方へ帰還させようとした。2人はこれに同意して楊定・楊奉・董承らに同行するが、郭汜が途中で変節し、献帝を長安に連れ戻そうとした。しかし董承らの抵抗でそれが不可能になると、軍を棄てて李傕の下へと走った。
李傕・郭汜は官軍を攻め、董承と不仲だった張済もそれに従った。
弘農において官軍を壊滅状態に追い込んだが、元配下であった楊奉と和睦を結び、追撃を中止した。このため献帝は黄河を渡り、洛陽へ帰還する事ができた。
献帝と共に求心力をも失った李傕の軍勢は衰退していき、李傕は黄白城に移って立てこもったが、198年夏4月に裴茂・段煨・梁興・張横に討伐され、三族皆殺しとなった。

## 邪教傾倒
李傕は邪教に傾倒し、いつも巫女を侍らせ邪神を祭り、牛や羊を捧げていたという。大司馬に任じられた時も、李傕は巫女に褒美を与えている。

## 配下
| - 王昌 - 王方 - 賈詡 - 胡軫 - 胡邈 | - 左霊 - 宋果 - 宋曄 - 段煨 - 張苞 | - 張龍 - 樊稠 - 楊昂 - 楊定 - 楊奉 | - 李蒙 |